# Liverpool City
Koordinaten: 33° 56′ S, 150° 55′ O

Liverpool City ist ein lokales Verwaltungsgebiet (LGA) im australischen Bundesstaat New South Wales. Liverpool gehört zur Metropole Sydney, der Hauptstadt von New South Wales. Das Gebiet ist 305,7 km² groß und hat etwa 234.000 Einwohner.
Liverpool liegt in Outer Sydney etwa 25 bis 50 km westlich des Stadtzentrums. Das Gebiet beinhaltet 44 Stadtteile: Ashcroft, Austral, Bradfield, Busby, Carnes Hill, Cartwright, Casula, Cecil Hills, Chipping Norton, Edmondson Park, Elizabeth Hills, Green Valley, Greendale, Hammondville, Heckenberg, Hinchinbrook, Horningsea Park, Hoxton Park, Len Waters Estate, Liverpool, Lurnea, Middleton Grange, Miller, Morrebank, Pleasure Point, Prestons, Sadleir, Voyager Point, Warwick Farm, Wattle Grove, West Hoxton und Teile von Badgerys Creek, Bonnyrigg, Bringelly, Cecil Park, Cobbitty, Denham Court, Holsworthy, Kemps Creek, Leppington, Luddenham, Mount Pritchard, Rossmore, Silverdale und Wallacia. Der Verwaltungssitz des Councils befindet sich im Stadtteil Liverpool im Nordosten der LGA.

## Verwaltung
Der Liverpool City Council hat elf Mitglieder. Zehn Councillor werden von den Bewohnern von zwei Wards gewählt (je fünf aus North und South Ward). Diese beiden Bezirke sind unabhängig von den Ortschaften festgelegt. Zusätzlich wird von allen Bewohnern der Mayor (Bürgermeister) und Vorsitzende des Councils gewählt.
Bis 2004 wurden die elf Mitglieder des Councils von allen Bewohnern der LGA gewählt. Von 2004 bis 2008 wurde jedoch von der Regierung des Staates eine Administratorin und ein fünfköpfiges Direktorium eingesetzt, nachdem es zuvor zu finanziellem Missmanagement gekommen war.